# Суммовська Елеонора Янівна
Елеонора Янівна Суммовська (3 листопада 1938 — 23 жовтня 2021) — радянська та українська режисерка монтажу. Членкиня Національної Спілки кінематографістів України.

## Життєпис
Народилася 3 листопада 1938 р. в Києві в родині службовця. Закінчила філологічний факультет Київського державного університету ім. Т. Г. Шевченка (1979).
Працювала на Київській кіностудії ім. О. П. Довженка.

## Фільмографія
Режисерка монтажу у кінокартинах:
- «Мріяти і жити» (1974, реж. Юрій Іллєнко)
- «Там вдалині, за рікою» (1975)
- «Свято печеної картоплі» (1976)
- «Перед екзаменом» (1977)
- «Своє щастя» (1979)
- «Смужка нескошених диких квітів» (1979)
- «Лісова пісня. Мавка» (1980)
- «Яблуко на долоні» (1981)
- «Миргород та його мешканці»
- «Легенда про княгиню Ольгу» (1983)
- «Два гусари» (1984, т/ф, 2 с)
- «Твоє мирне небо»
- «Володя великий, Володя маленький» (1985)
- «Кожен мисливець бажає знати...» (1985)
- «Рік теляти» (1986)
- «Самотня жінка бажає познайомитися» (1986)
- «Солом'яні дзвони» (1987)
- «Автопортрет невідомого» (1988)
- «Дама з папугою» (1988)
- «Лебедине озеро. Зона» (1990)
- «Співачка Жозефіна й Мишачий Народ» (1994)
- «Очікуючи вантаж на рейді Фучжоу біля пагоди» (1994)
- «Приятель небіжчика» (1997)
- «Сьомий маршрут» (1998)
- «Аве Марія» (1999)
- «Шепіт шуму» (1999)
- «Молитва за гетьмана Мазепу» (2001)
- «Московська сага» (2004)
- «Будинок-фантом у придане» (2006, у співавт.)
- «Передчуття» (2020) та ін.